# Сигичелли, Элиза
Элиза Сигичелли (итал. Elisa Sighicelli; 1968, Турин, Италия) — современная итальянская художница и фотограф.

## Биография
Элиза Сигичелли родилась в Турине, Италия, в 1968 году. Она живёт и работает в Лондоне и Турине. С момента окончания Школы изобразительных искусств Слейда в Лондоне, Сигичелли выставляла работы во многих институциях, включая: Palazzo delle Papesse Centro Arte Contemporanea, Сиена (2005); Fondation Salomon, Анси (2003); Centro Galego de Arte Contemporánea, Сантьяго-де-Компостела (2000); MCA, Сидней (2003); Hertzliya Museum, Тель-Авив (2001), Венецианская биеннале (2009).

## Творчество
Колеблясь между неподвижностью и движением, видео и фотографией, работы Сигичелли рассматривают обычные вещи в попытке заставить их проявится интенсивнее обычного. Художница использует игру света и тени как основные выразительные средства.
Инсталляция «River Suite» состоит из нескольких отдельных видео. В видео проекции левого и правого берегов реки камера путешествует вдоль реки ночью, из темноты появляется немного света, открывая здания и улавливая мимолетные признаки жизни, которые моментально пропадают в темноте снова. В других пяти работах камера зафиксирована на одной детали речного берега — красном здании в отдалении, голубом доме, таинственном складе. Как движущиеся фотографии, эти замершие образы эволюционируют во времени. Неподвижность и тишина этих видео создает тревожное ощущение, что что-то должно случиться. В видео «Nocturne (Trajectories)» река становиться чёрным пустым пространством, где следы траекторий света огней лодок находятся между реальностью и абстракцией.